# Na Baště
Na Baště je osada v okrese Ústí nad Orlicí, v obci Zálší. V roce 2016 je zde 7 domů.

## Galerie

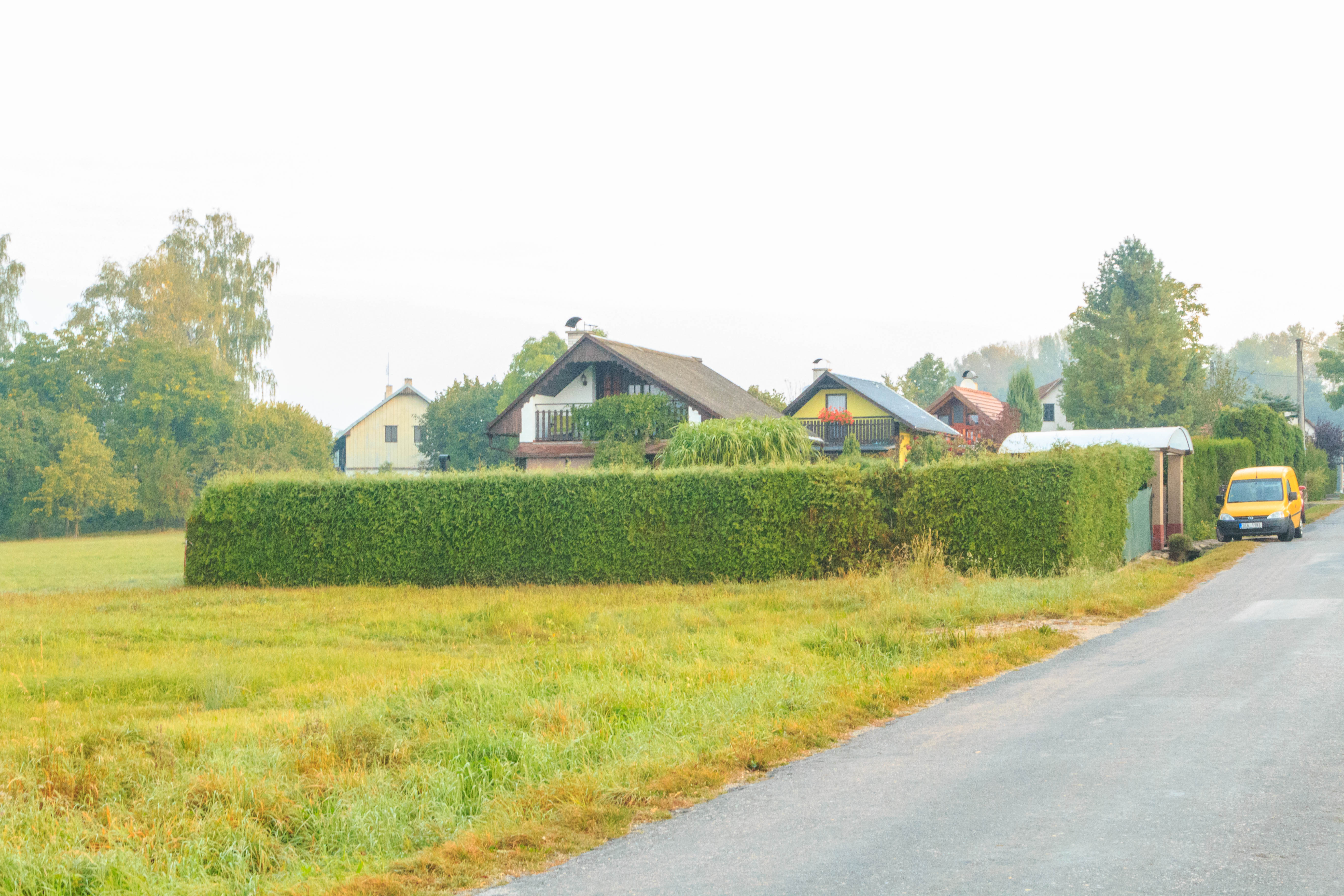
Na Baště – čp. 69
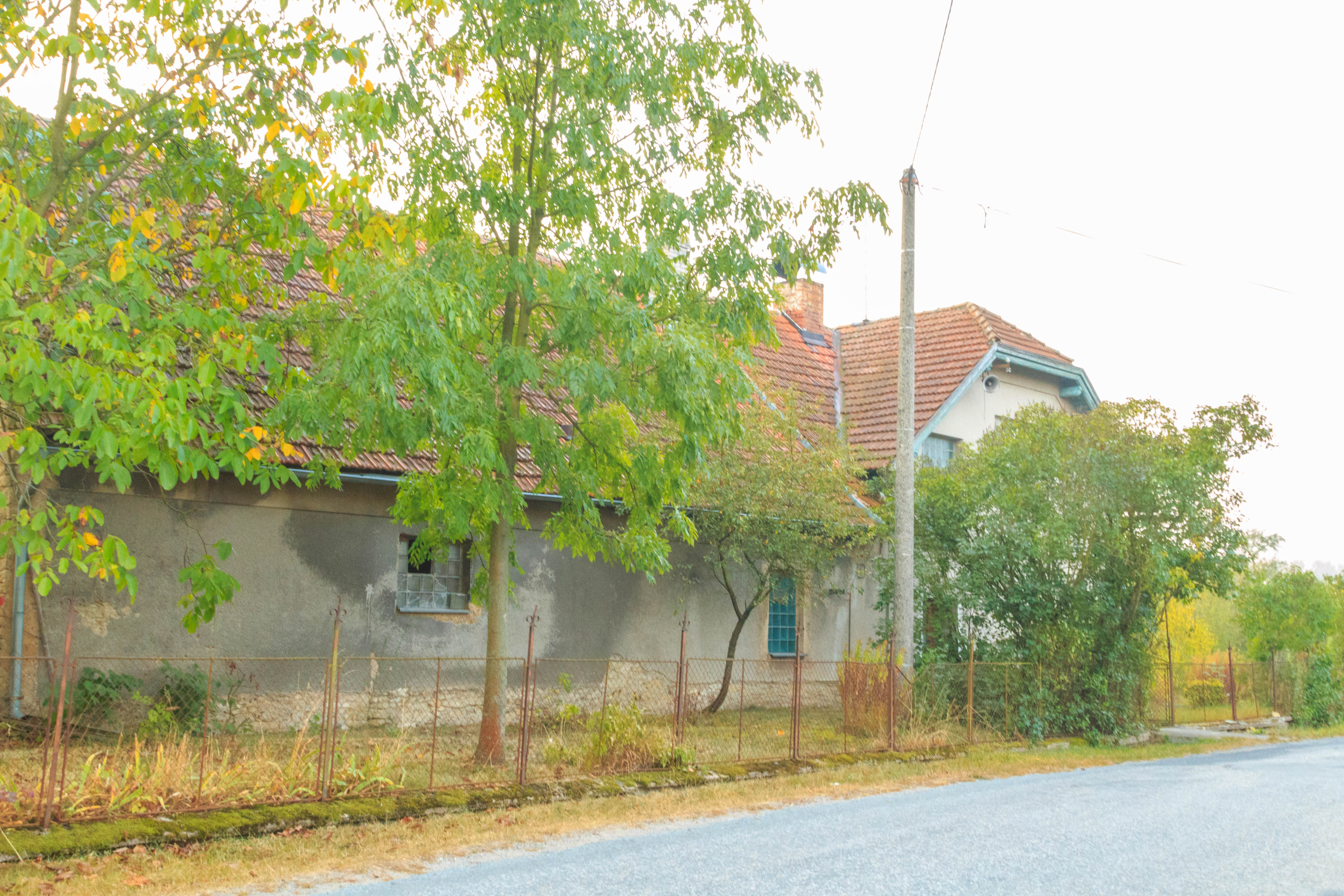
Na Baště – čp. 40